# Kolksee (Kasseedorf)
Der Kolksee bei Kasseedorf liegt im Kreis Ostholstein in Schleswig-Holstein. Der von Natur aus abflusslose See ist vollständig von einem vorwiegend aus Buchen bestehenden Laubwald umgeben. 
Im näheren Umfeld des kleinen Sees befinden sich weitere Mulden ehemaliger Seen. Diese verlandeten Seen sind von Erlenbruchwald bewachsen. Das unmittelbare Nebeneinander von Kolksee und verlandeten Seen zeigt anschaulich die Unterschiede in der Vegetation im Umfeld eines Gewässers und in einem Verlandungsterrain. Bei diesen verlandeten Seen handelt es sich, ebenso wie beim Kolksee, um Toteislöcher, die sich im Postglazial der Weichsel-Kaltzeit gebildet haben.
Der Seegrund ist von einer mehrere Meter dicken humosen Schlammschicht bedeckt, die im Laufe der Zeit aus dem Laub entstanden ist, das alljährlich im See versinkt. Die Humusstoffe binden unter anderem Kalk und Phosphorsäure. Aus diesem Grunde und infolge des Kohlendioxidverbrauchs der Pflanzen ist der See kalk- und nährstoffarm.
Wegen dieser limnologischen Eigenschaften und aufgrund seines steil abfallenden Ufers ist der See zum Baden ungeeignet.